# Nonkel Mop
Nonkel Mop is een Vlaams laatavondprogramma waarin Rob Vanoudenhoven samen met zijn panel van vier gasten moppen vertelt. Daarnaast wordt aan bekende Vlamingen gevraagd hun favoriete mop te vertellen en zijn er grappige animatiefilmpjes. Het programma werd geproduceerd door Dedsit en wordt in het najaar van 2013 wekelijks op dinsdag en donderdag uitgezonden.
Bij aanvang van het programma bleek dat aan Vlaams Belang-kopstuk Filip Dewinter gevraagd was een mop in te sturen. Die opname werd uit het programma geweerd.
Samen met het programma verscheen ook een boek, het 'Nonkel Mop'-moppenboek.